# Nicolas Dalby

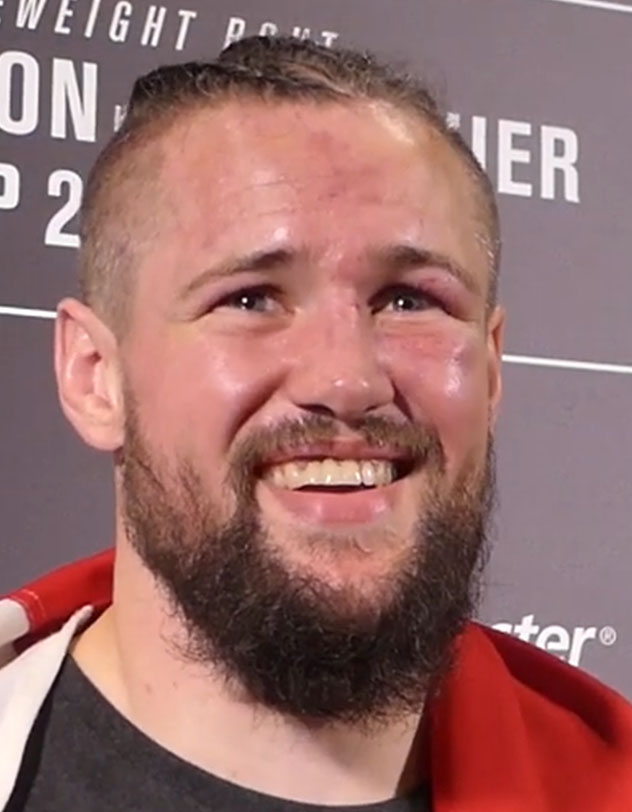
Nicolas Dalby no UFC Fight Night 160 em Copenhague

Nicolas Dalby, (Silkeborg, 16 de novembro de 1984) é um lutador profissional de artes marciais mistas que atualmente compete pelo UFC na categoria dos meio-médios.

## Carreira no MMA

### Ultimate Fighting Championship
Dalby fez sua estreia no UFC contra Elizeu Zaleski dos Santos em 30 de maio de 2015 no UFC Fight Night: Condit vs. Alves.  Ele venceu por decisão dividida.
Dalby em seguida enfrentou Darren Till em 24 de outubro de 2015 no UFC Fight Night: Holohan vs. Smolka. A luta terminou em um empate majoritário. Ambos lutadores receberam o bônus de “Luta da Noite”.
Dalby Enfrentou Zak Cummings em 10 de abril de 2016 no UFC Fight Night: Rothwell vs. dos Santos. Dalby perdeu por decisão unânime.
Dalby em seguida enfrentou Peter Sobotta em 3 de Setembro de 2016 no UFC Fight Night: Arlovski vs. Barnett. Ele perdeu por decisão unânime e consequentemente foi liberado do seu contrato com o UFC.

### Retorno ao UFC
Apesar de batalhar contra a depressão e alcoolismo devido à fracassada passagem pelo UFC, Dalby acumulou um cartel de 3–1 (1 NC) em suas 5 próximas lutas no Cage Warriors após ser demitido do UFC, incluindo a conquista do cinturão meio médio interino da organização. Dalby foi re-contratado pelo UFC em 2019.
Dalby enfrentou Alex Oliveira em 28 de setembro de 2019 no UFC Fight Night: Hermansson vs. Cannonier. Ele venceu por decisão unânime.
Dalby enfrentou Jesse Ronson no dia 25 de julho de 2020 no UFC on ESPN: Whittaker vs. Till. Após sofrer um knockdown, Dalby terminou por baixo e foi finalizado no primeiro round.

## Cartel no MMA
| Cartel no MMA   |             |            |
| 27 lutas        | 20 vitórias | 4 derrotas |
| Por nocaute     | 6           | 0          |
| Por finalização | 4           | 0          |
| Por decisão     | 10          | 4          |
| Empates         | 1           | 1          |
| No contest      | 2           | 2          |

| Res.    | Cartel     | Oponente                  | Método                                    | Evento                                                     | Data       | Round | Tempo | Local             | Notas                                                   |
| ------- | ---------- | ------------------------- | ----------------------------------------- | ---------------------------------------------------------- | ---------- | ----- | ----- | ----------------- | ------------------------------------------------------- |
| Vitória | 20-4-1 (2) | Cláudio Silva             | Decisão (Unânime)                         | UFC Fight Night: Blaydes vs. Aspinall                      | 23/07/2022 | 3     | 5:00  | Londres           |                                                         |
| Derrota | 19-4-1 (2) | Tim Means                 | Decisão (unânime)                         | UFC Fight Night: Gane vs. Volkov                           | 26/06/2021 | 3     | 5:00  | Las Vegas, Nevada |                                                         |
| Vitória | 19-3-1 (2) | Daniel Rodriguez          | Decisão (unânime)                         | UFC 255: Figueiredo vs. Perez                              | 21/11/2020 | 3     | 5:00  | Las Vegas, Nevada |                                                         |
| NC      | 18-3-1 (2) | Jesse Ronson              | Sem Resultado (Mudado)                    | UFC on ESPN: Whittaker vs. Till                            | 25/07/2020 | 1     | 2:48  | Abu Dhabi         |                                                         |
| Vitória | 18-3-1 (1) | Alex Oliveira             | Decisão (unânime)                         | UFC Fight Night: Hermansson vs. Cannonier                  | 28/09/2019 | 3     | 5:00  | Copenhagen        | Retorno ao UFC.                                         |
| NC      | 17-3-1 (1) | Ross Houston              | Sem Resultado (ring quebrado)             | Cage Warriors FC 106                                       | 29/06/2019 | 3     | 2:05  | Londres           | Unificação do Cinturão Meio Médio do Cage Warriors.     |
| Vitória | 17-3-1     | Alex Lohore               | Nocaute Técnico (socos)                   | Cage Warriors FC 103                                       | 09/03/2019 | 4     | 2:47  | Copenhage         | Ganhou o Cinturão Meio Médio Interino do Cage Warriors. |
| Vitória | 16-3-1     | Philip Mulpeter           | Nocaute Técnico (socos)                   | Cage Warriors FC 100                                       | 08/12/2018 | 3     | 3:32  | Cardiff           |                                                         |
| Vitória | 15-3-1     | Roberto Allegretti        | Finalização (mata leão)                   | Cage Warriors FC 96                                        | 01/09/2018 | 2     | 0:50  | Liverpool         |                                                         |
| Derrota | 14-3-1     | Carlo Pedersoli Jr.       | Decisão (dividida)                        | Cage Warriors FC 93                                        | 28/04/2017 | 3     | 5:00  | Gothenburg        |                                                         |
| Derrota | 14-2-1     | Peter Sobotta             | Decisão (unânime)                         | UFC Fight Night: Arlovski vs. Barnett                      | 03/09/2016 | 3     | 5:00  | Hamburgo          |                                                         |
| Derrota | 14-1-1     | Zak Cummings              | Decisão (unânime)                         | UFC Fight Night: Rothwell vs. dos Santos                   | 10/04/2016 | 3     | 5:00  | Zagreb            |                                                         |
| Empate  | 14-0-1     | Darren Till               | Empate (majoritário)                      | UFC Fight Night: Holohan vs. Smolka                        | 24/10/2015 | 3     | 5:00  | Dublin            | Luta da Noite.                                          |
| Vitória | 14-0       | Elizeu Zaleski dos Santos | Decisão (dividida)                        | UFC Fight Night: Condit vs. Alves                          | 30/05/2015 | 3     | 5:00  | Goiânia           | Estreia no UFC.                                         |
| Vitória | 13-0       | Mohsen Bahari             | Decisão (unânime)                         | Cage Warriors FC 74                                        | 15/11/2014 | 5     | 5:00  | Londres           | Defendeu o Cinturão Meio Médio do Cage Warriors.        |
| Vitória | 12-0       | Sergei Churilov           | Nocaute Técnico (chute na cabeça e socos) | Cage Warriors FC 66                                        | 22/03/2014 | 4     | 2:19  | Ballerup          | Ganhou o Cinturão Meio Médio do Cage Warriors.          |
| Vitória | 11-0       | Morten Djursaa            | Nocaute Técnico (socos)                   | European MMA 6: The Real Deal                              | 26/09/2013 | 1     | 0:27  | Brøndby           | Ganhou o Cinturão Meio Médio do EMMA.                   |
| Vitória | 10-0       | Ivica Trušček             | Decisão (unânime)                         | World Kickboxing Network: Valhalla - Battle of the Vikings | 09/03/2013 | 3     | 5:00  | Aarhus            |                                                         |
| Vitória | 9-0        | Ivica Trušček             | Decisão (unanimous)                       | Royal Arena 2                                              | 31/08/2012 | 3     | 5:00  | Brøndby           |                                                         |
| Vitória | 8-0        | Cristian Brinzan          | Finalização (triângulo de mão)            | Fighter Gala 25                                            | 12/05/2012 | 2     | 4:45  | Frederiksberg     | Defendeu o Cinturão Meio Médio do Fighter Gala.         |
| Vitória | 7-0        | Acoidan Duque             | Decisão (unânime)                         | Royal Arena                                                | 10/03/2012 | 3     | 5:00  | Brøndby           |                                                         |
| Vitória | 6-0        | Glenn Sparv               | Decisão (unânime)                         | Cage Fight Live 2                                          | 19/11/2011 | 3     | 5:00  | Herning           |                                                         |
| Vitória | 5-0        | Mindaugas Baranauskas     | Nocaute (soco)                            | Fighter Gala 23: Cage Fight                                | 01/10/2011 | 1     | 1:22  | Copenhage         | Ganhou o Cinturão Meio Médio do Fighter Gala.           |
| Vitória | 4-0        | Raymond Jarman            | Finalização (mata leão)                   | Fighter Gala 17: House of Pain                             | 13/11/2010 | 2     | 1:08  | Odense            |                                                         |
| Vitória | 3-0        | Raimondas Sinica          | Nocaute (socos)                           | Fighter Gala 16: Bad Boys                                  | 02/10/2010 | 1     | 0:06  | Helsingør         |                                                         |
| Vitória | 2-0        | Jaroslav Poborský         | Decisão (unânime)                         | Fighter Gala 13: Raw                                       | 17/04/2010 | 3     | 5:00  | Copenhage         |                                                         |
| Vitória | 1-0        | Laurens-Jan Thijssen      | Finalização (mata leão)                   | Fighter Gala: Fight Night 5                                | 06/03/2010 | 3     | 2:35  | Sønderborg        |                                                         |